# Pa Sallah Jeng
Pa Sallah Jeng (* ?) ist ein gambischer Politiker und war Bürgermeister der Hauptstadt Banjul (englisch Lord Mayor of Banjul).

## Leben
Pa Sallah Jeng ist der Sohn des gambischen Politikers Baboucar S. O. Jeng, der in den 1960er Jahren von Bathurst (später Banjul). Sein Großvater väterlicherseits war ebenfalls Politiker.
| Parlamentswahl | Stimmen | Stimmanteil |
| -------------- | ------- | ----------- |
| 1997           | 860     | 20,90 %     |

Bei den Kommunalwahlen am 25. April 2002 gewann Jeng, als unabhängiger Kandidat knapp gegen seinen Gegenkandidaten Emmanuel Williams von der Alliance for Patriotic Reorientation and Construction (ARPC).
Am 19. August 2005 wurde Jeng im Amt suspendiert, ihm wurde Korruption und Amtsmissbrauch vorgeworfen. In einem Interview beschuldigte Jeng später die APRC, ihn mit falschen Anschuldigungen aus dem Amt entfernt zu haben. Am 24. Oktober 2007 wurde Jeng in allen Punkten freigesprochen, die gegen ihn erhobene Anklage konnte nach Ansicht des Gerichts nicht zweifelsfrei bewiesen werden.
Zu den Kommunalwahlen am 24. Januar 2008 trat Jeng nicht an.